# Ryan Satin
Ryan Satin (31 de agosto de 1986) es un periodista y productor estadounidense de cultura pop, lucha libre profesional y artes marciales mixtas. Fue productor de TMZ y fundó Pro Wrestling Sheet, que informa sobre la lucha libre profesional y las MMA. Desde entonces ha dejado el sitio para trabajar en Fox Sports. Es hijo de Scott Satin, un productor y escritor de Hollywood.

## Carrera
Después de haber trabajado para TMZ durante 6 años, Satin se fue para luego fundar el sitio de noticias Pro Wrestling Sheet en 2015. En julio de 2018, vendió ProWrestlingSheet.com a Collider. En noviembre de 2019, Fox Sports lo contrató y comenzó a trabajar como corresponsal de noticias en WWE Backstage hasta la cancelación del programa a principios de 2021. En marzo de ese mismo año, Satin comenzó un podcast semanal llamado Out of Character donde concede entrevistas a luchadores sobre las historias detrás de sus personajes.

## Vida personal
Satin creció en una familia judía. Los problemas personales con Vince Russo dieron como resultado que Russo perdiera su trabajo como podcaster en su entonces plataforma PodcastOne en 2018. Según Russo, el director de PodcastOne lo contactó personalmente para ofrecerle su programa. Stephen Colletti reveló que Satin era su compañero de cuarto en la universidad en su primer año de universidad en la Universidad Estatal de San Francisco.

## Controversia
En 2019, Satin se convirtió en objeto de críticas en las redes sociales por un tuit sobre Sasha Banks y Bayley, afirmando que habían tenido una discusión en el backstage luego de su derrota en WrestleMania 35, lo que a su vez llevó a la difusión de rumores de que Banks había estado "llorando en el suelo del vestuario", algo que ambas luchadoras han negado. Desde entonces, Satin se disculpó por el incidente.

## Premios y nominaciones
En 2017, ocupó el puesto 39 en la lista de The Big Lead de los "40 menores de 40 talentos más poderosos en los medios deportivos".